# Dia de Todos os Santos
Dia de Todos os Santos é uma festa celebrada em honra de todos os santos e mártires, conhecidos ou não. Esta festa é celebrada pelos crentes de muitas das igrejas da religião católica, por ser herdada a partir da tradição apostólica.
A Igreja Católica celebra a Festum Omnium Sanctorum (Festa de Todos os Santos) a 1 de novembro que é seguido pelo dia dos fiéis defuntos a 2 de novembro, (a data pode as vezes ser transferida para o domingo seguinte). A Igreja Ortodoxa celebra esta festividade no primeiro domingo depois do Pentecostes, fechando a época litúrgica da Páscoa, tal como a Igreja Católica Oriental. A Igreja Anglicana também celebra o dia de Todos os Santos com o mesmo significado que nas Igrejas Católica e Ortodoxa. 
Na prática cristã ocidental, a celebração litúrgica começa na véspera na noite de 31 de outubro (Véspera de Todos os Santos), e termina no final de 1.º de novembro. É assim um dia antes do Dia dos Fiéis Defuntos, que comemora a partida dos fiéis.

## História
A Enciclopédia Católica define o Dia de Todos os Santos como uma festa em "honra a todos os santos, conhecidos e desconhecidos". No fim do segundo século, professos cristãos começaram a honrar os que haviam sido martirizados por causa da sua fé e, certos de que eles já estavam com Cristo no céu, oravam a eles para que intercedessem a seu favor. A comemoração regular começou quando, em 13 de maio de 609 ou 610, o Papa Bonifácio IV dedicou o Panteão (o templo romano em honra a todos os deuses) a Maria e a todos os mártires. Markale comenta: "Os deuses romanos cederam seu lugar aos santos da religião vitoriosa."
A data foi mudada para novembro quando o Papa Gregório III (731–741) dedicou uma capela em Roma a Todos os Santos e ordenou que eles fossem homenageados em 1.° de novembro. Não se sabe ao certo por que ele fez isso, mas pode ter sido porque já se comemorava um feriado parecido, na mesma data, na Inglaterra. É possível que a comemoração britânica medieval do Dia de Todos os Santos tenha sido o ponto de partida para a popularização dessa festividade da Igreja Católica.
Markale menciona a crescente influência dos monges irlandeses em toda a Europa naquela época. De modo similar, a Nova Enciclopédia Católica afirma: "Os irlandeses costumavam reservar o primeiro dia do mês para as festividades importantes e, visto que 1.° de novembro era também o início do inverno para os celtas, seria uma data propícia para uma festa em homenagem a todos os santos." Finalmente, em 835, o Papa Gregório IV declarou-a uma festa universal.

### Relação com o Dia dos Mortos
O feriado do Dia de Finados, no qual as pessoas rezam a fim de ajudar as almas no purgatório a obter a bem-aventurança celestial, teve sua data fixada em 2 de novembro durante o século 11 pelos monges de Cluny, na França. O Dia de Finados, é um dia Santo Católico.
A festa de Todos os Santos celebra-se os santos conhecidos ou não que fizeram de sua vida uma oração, testemunho e fé na paixão, morte e ressurreição de Jesus Cristo. São, como revela o livro do Apocalipse, a multidão de pessoas de várias nações que alvejaram as suas vestes brancas no sangue do Cordeiro e diante do trono de Deus proclamam hinos e cânticos de louvor e agradecimento dizendo que a salvação procede do Cordeiro (Ap 7, 2-14). 
Na Igreja Católica, o dia de "Todos os Santos" é celebrado no dia 1 de novembro e o de "Finados" no dia 2 de novembro. Esta tradição de recordar (fazer memória) os santos está na origem da composição do calendário litúrgico, em que constavam, inicialmente, as datas de aniversário da morte dos cristãos martirizados como testemunho pela sua fé, realizando-se, nelas, orações, missas e vigílias, habitualmente no mesmo local ou nas imediações de onde foram mortos, como acontecia em redor do Coliseu de Roma. Posteriormente tornou-se habitual erigirem-se igrejas e basílicas dedicadas a sua memória nesses mesmos locais.
O desenvolvimento da celebração conjunta de vários mártires, no mesmo dia e lugar, deveu-se ao facto frequente do martírio de grupos inteiros de cristãos e também devido ao intercâmbio e partilha das festividades entre as dioceses/paróquias por onde tinham passado e se tornaram conhecidos. A partir da perseguição de Diocleciano o número de mártires era tão grande que se tornou impossível designar um dia do ano separado para cada um. O primeiro registo (Século IV) de um dia comum para a celebração de todos eles aconteceu em Antioquia, no domingo seguinte ao de Pentecostes, tradição que se mantém nas igrejas orientais.
Com o avançar do tempo, mais homens e mulheres se sucederam como exemplos de santidade e foram com estas honras reconhecidas e divulgadas por todo o mundo. Inicialmente apenas mártires (com a inclusão de são João Batista), depressa se deu grande relevo a cristãos considerados heroicos nas suas virtudes, apesar de não terem sido mortos. O sentido do martírio que os cristãos respeitam alarga-se ao da entrega de toda a vida a Deus e, assim, a designação "todos os santos" visa a celebrar conjuntamente todos os cristãos que se encontram na glória de Deus, tenham ou não sido canonizados (processo regularizado, iniciado no Século V, para o apuramento da heroicidade de vida cristã de alguém aclamado pelo povo e através do qual se pode ser chamado universalmente de beato ou santo, e pelo qual se institui um dia e o tipo e lugar para as celebrações, normalmente com referência especial na missa).

## Intenção catequética da festividade

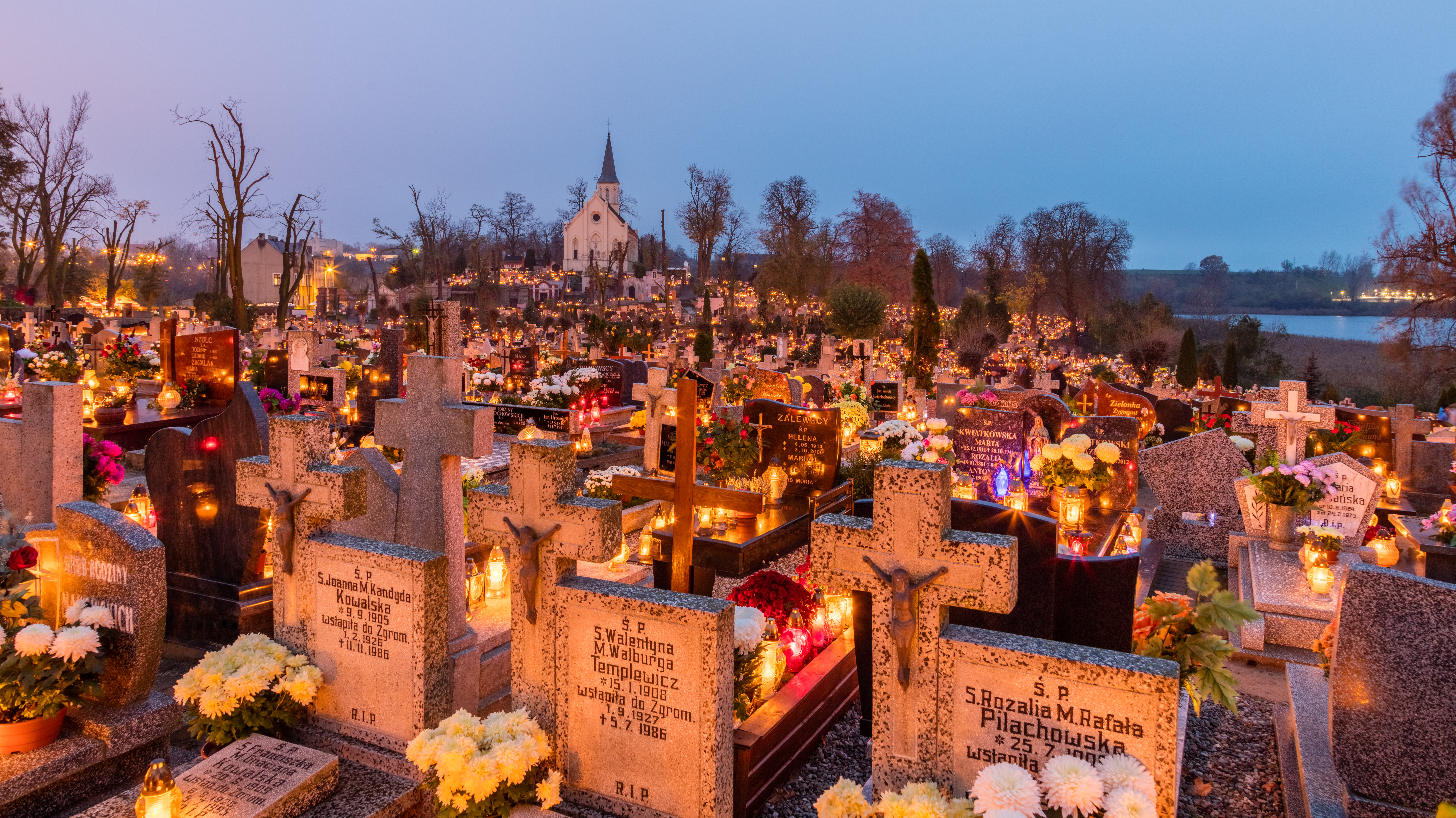
Comemoração de Todos os Santos, Cemitério de Santa Cruz, Gniezno, Polônia

Segundo o ensinamento da Igreja, a intenção catequética desta celebração que tem lugar em todo o mundo, ressalta o chamamento de Cristo a cada pessoa para o seguir e ser santo, à imagem de Deus, a imagem em que foi originalmente criada e para a qual deve continuar a caminhar em amor. Isto não só faz ver que existem santos vivos (não apenas os do passado) e que cada pessoa o pode ser, mas sobretudo faz entender que são inúmeros os potenciais santos que não são conhecidos, mas que da mesma forma que os canonizados igualmente veem Deus face a face, têm plena felicidade e intercedem por nós. O Papa João Paulo II foi um grande impulsionador da "vocação universal à santidade", tema renovado com grande ênfase no Segundo Concílio do Vaticano.
Nesta celebração, o povo católico é conduzido à contemplação do que, por exemplo, dizia o Cardeal São John Henry Newman: não somos simplesmente pessoas imperfeitas em necessidade de melhoramentos, mas sim rebeldes pecadores que devem render-se, aceitando a vida com Deus, e realizar isso é a santidade aos olhos de Deus.

## Citações doCatecismo da Igreja Católica
| “ | 957. A comunhão com os santos. Não é só por causa do seu exemplo que veneramos a memória dos bem-aventurados, mas ainda mais para que a união de toda a Igreja no Espírito aumente com o exercício da caridade fraterna. Pois, assim como a comunhão cristã entre os cristãos ainda peregrinos nos aproxima mais de Cristo, assim também a comunhão com os santos nos une a Cristo, de quem procedem, como de fonte e Cabeça, toda a graça e a própria vida do Povo de Deus. | ” |

| “ | A Cristo, nós O adoramos, porque Ele é o Filho de Deus; quanto aos mártires, nós os amamos como a discípulos e imitadores do Senhor; e isso é justo, por causa da sua devoção incomparável para com o seu Rei e Mestre. Assim nós possamos também ser seus companheiros e condiscípulos! | ” |

| “ | 1173. Quando a Igreja, no ciclo anual, faz memória dos mártires e dos outros santos, proclama o mistério pascal realizado naqueles homens e mulheres que sofreram com Cristo e com Ele foram glorificados, propõe aos fiéis os seus exemplos, que a todos atraem ao Pai por Cristo, e implora, pelos seus méritos, os benefícios de Deus. | ” |

| “ | 2013. Os cristãos, de qualquer estado ou ordem, são chamados à plenitude da vida cristã e à perfeição da caridade . Todos são chamados à santidade: Sede perfeitos, como o vosso Pai celeste é perfeito (Mt 5, 48). Para alcançar esta perfeição, empreguem os fiéis as forças recebidas segundo a medida em que Cristo as dá, a fim de que [...] obedecendo em tudo à vontade do Pai, se consagrem com toda a alma à glória do Senhor e ao serviço do próximo. Assim crescerá em frutos abundantes a santidade do povo de Deus, como patentemente se manifesta na história da Igreja, com a vida de tantos santos. | ” |

## Pão-por-Deus
Em Portugal tradicionalmente é dia feriado. Em 2013, 14 e 15 o feriado foi retirado, regressando em 2016.
Em algumas zonas de Portugal, no dia de Todos os Santos, as crianças saem à rua e juntam-se em pequenos bandos para pedir o pão-por-deus de porta em porta. As crianças quando pedem o pão-por-deus recitam versos e recebem como oferenda: pão, broas, bolos, romãs e frutos secos, nozes, amêndoas ou castanhas, que colocam dentro dos seus sacos de pano. É também costume em algumas regiões os padrinhos oferecerem um bolo, o Santoro. Em algumas povoações, chama-se, a este dia, o "Dia dos Bolinhos" ou "Dia do Bolinho".
Esta tradição já era registada no século XV. Tem origem no ritual pagão do culto dos mortos, com raízes milenares. Em 1756, também se cumpriu, 1 ano após o terremoto que destruiu Lisboa em 1.º de Novembro de 1755, em que morreram milhares de pessoas e em que a população da cidade — na sua maioria pobre — ainda mais pobre ficou.
Como a data do terramoto coincidiu com uma data com significado religioso (1.º de Novembro), de forma espontânea, no dia em que se cumpria o primeiro aniversário do terramoto, a população aproveitou a tradição para desencadear, por toda a cidade, um peditório, com a intenção de manter uma tradição que lembrava os seus mortos.  
As pessoas, percorriam a cidade, batiam às portas e pediam que lhes fosse dada qualquer esmola, mesmo que fosse pão, dado grassar a fome pela cidade. E as pessoas pediam: "Pão por Deus".  
Noutras zonas do país, foram surgindo variações na forma e no nome da comemoração.
Nas décadas de 1960 e 1970, a data passou a ser comemorada mais de forma lúdica do que pelas razões que criaram a tradição. Havia regras básicas, que eram escrupulosamente cumpridas: 
- Só podiam pedir o "Pão-por-Deus" crianças até os 10 anos de idade (com idades superiores, as pessoas recusavam-se a dar).
- As crianças só podiam andar na rua a pedir o "Pão-por-Deus" até ao meio-dia (depois do meio-dia, se alguma criança batesse a uma porta, levava um "raspanete" do adulto que abrisse a porta).

A partir dos anos 1980, a tradição foi gradualmente desaparecendo e, atualmente, raras são localidades onde se pratica esta tradição. Em Fátima, por exemplo, esta tradição continua bem viva.
Embora não advoguem a crença no purgatório, há igrejas protestantes que também guardam o Dia de Finados. Com efeito, é o terceiro dentre três dias consecutivos que a cristandade considera como tendo relação especial com os mortos. O dia antes, 1° de novembro, é o Dia de Todos os Santos, em honra às almas dos "santos", que se pensa já terem chegado ao céu. E o dia anterior, 31 de outubro, é chamado Halloween (em inglês) ou Véspera de Todos os Santos, e seu nome em inglês deriva de ser a véspera do "Dia de Todos os Hallows [Santos]".
O Halloween também tem relação com os mortos. No calendário dos antigos celtas, 31 de outubro era a Véspera do Ano-Novo. Os celtas, junto com seus sacerdotes, os druidas, criam que, na véspera do Ano-Novo, as almas dos mortos perambulavam pela terra. Sustentava-se que alimentos, bebidas e sacrifícios podiam apaziguar tais almas perambulantes. O halloween também incluía fogueiras para expulsar os maus espíritos.
A respeito das fogueiras nessa época do ano, lemos em "Curiosidades dos Costumes Populares": 
| “ | Usavam-se também fogueiras em diferentes horas e lugares, na Noite de Todos-os-Santos, que é a véspera do Dia de Finados, e no próprio Dia de Finados, o 2 de novembro. Nestes casos, as fogueiras eram consideradas como típicas da imortalidade, e imaginava-se serem eficazes, como sinal exterior e visível, pelo menos, para iluminar as almas [isto é, ajudá-las a libertar-se] do purgatório. | ” |